# Roseville (Pensilvania)
Roseville es un borough ubicado en el condado de Tioga en el estado estadounidense de Pensilvania. En el año 2000 tenía una población de 207 habitantes y una densidad poblacional de 150.8 personas por km².

## Geografía
Roseville se encuentra ubicado en las coordenadas 41°51′50″N 76°57′18″O / 41.86389, -76.95500.

## Demografía
Según la Oficina del Censo en 2000 los ingresos medios por hogar en la localidad eran de $27,188 y los ingresos medios por familia eran $24,821. Los hombres tenían unos ingresos medios de $31,500 frente a los $21,667 para las mujeres. La renta per cápita para la localidad era de $11,683. Alrededor del 14.1% de la población estaba por debajo del umbral de pobreza.